# Sabicea chocoana
Sabicea chocoana är en måreväxtart som beskrevs av Charlotte M. Taylor. Sabicea chocoana ingår i släktet Sabicea och familjen måreväxter. Inga underarter finns listade i Catalogue of Life.